# Гюнтер Айх (награда за поезия)
Литературната награда „Гюнтер Айх“ (на немски: Günter-Eich-Preis (Lyrik)) за поезия е австрийско отличие, присъдено само три пъти в рамките на Рауризките литературни дни като специална премия към „Рауризката литературна награда“.
С отличието, създадено в памет на големия лирик на XX век Гюнтер Айх, следва редовно да се удостояват значими поетически произведения.
Наградата е на стойност 40 000 австрийски шилинга и се предоставя от Райфайзенбанк, Залцбург.

## Носители на наградата
- Илзе Айхингер (1984)
- Ервин Гимелсбергер (1988)
- Валтер Колбенхоф (1990)